# Бродбак

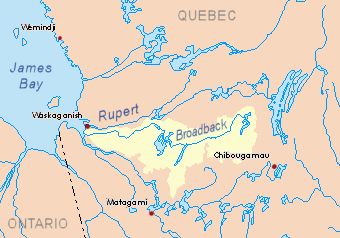
Мапа басейну річки

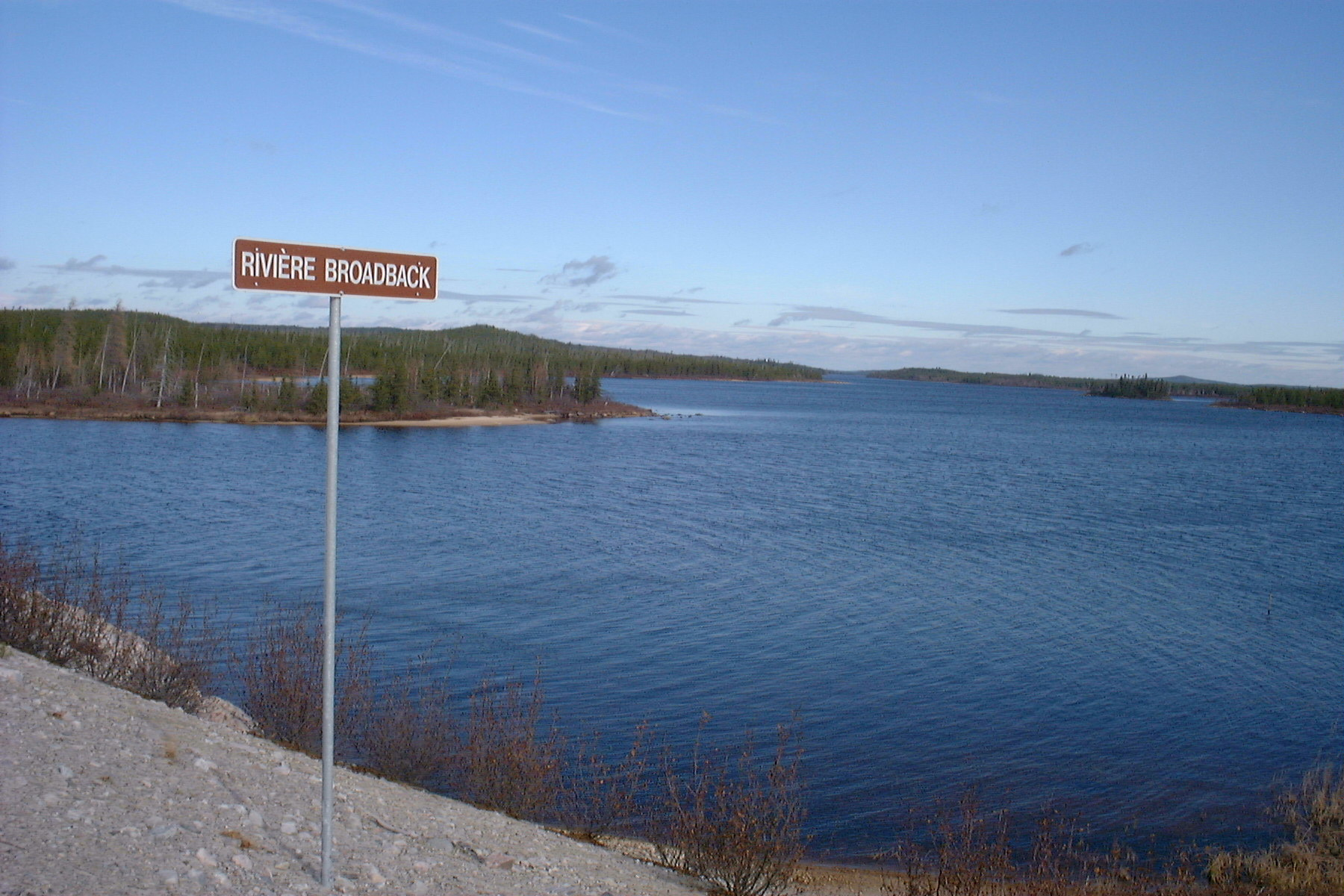
Річка Бродбак

Бродбак (фр. Rivière Broadback, англ. Broadback River) — річка в провінції Квебек (Канада).

## Географія
Річка бере початок в озері Фроте в 28 км на захід від озера Містассіні, тече в західному напрямку через кілька озер, в тому числі через озера Еванс і Гіффард. Впадає в бухту Руперт затоки Джеймс Гудзонової затоки поблизу гирла річки Ноттавей.
Довжина річки 451 км, площа басейну — 20 849 км².
На півночі басейн річки Бродбак межує з басейном річки Руперт, на півдні — з басейном річки Ноттавей.

## Історія
Річка досліджена геологом Робертом Беллом у 1895 і 1896 роках і картографом Генрі О'Салліваном у 1897—1899 роках. Назва Бродбак існує з кінця дев'ятнадцятого століття. Індіанці крі використовували назви Chistamiskau Sipi (річка глибокої води) і Matauchun Sipi (річка, де течія йде по декількох напрямках).
У 60-х роках XX століття Бродбак, разом з річками Ноттавей і Руперт, спочатку передбачалося перекрити греблями і розвивати далі в рамках проекту Затока Джеймс. Але 1972 року було розпочато будівництво гідроелектростанцій на більш північних річках Ла-Гранд і Істмейн і Проект NBR (Ноттавей-Бродбак-Руперт) був поставлений на полицю. З прийняттям рішення про перекидання вод річки Руперт в річку Ла-Гранд перспективи гідроенергетики річок Бродбак і Ноттавей стають все більш туманними.